# Lipicioasă
Lipicioasa (Galium aparine) este o plantă erbacee din familia Rubiaceae, fiind nativă din America de Nord și Eurasia. Lipicioasa combate infecțiile stafilococice. Are efecte benefice de curățare, purificare și detoxificare a organismului uman.